# Michelle Forbes
Michelle Forbes, all'anagrafe Michelle Renee Forbes Guajardo (Austin, 8 gennaio 1965), è un'attrice statunitense. È nota per aver interpretato i personaggi di Sonni Carrera, nella soap opera Sentieri; di Ro Laren, nel franchise di Star Trek; della dottoressa Julianna Cox, nella serie Homicide; di Lynne Kresge, nella serie 24; dell'ammiraglio Helena Cain, nella serie Battlestar Galactica; di Valerie Edwards, nella serie Berlin Station. Ha inoltre prestato la voce ai personaggi di Judith Mossman, nella saga di Half-Life, e di Circe, nel videogioco DC Universe Online.

## Biografia
Nata in Texas, all'età di sedici anni si trasferisce a New York con l'intento di diventare attrice. Dopo qualche anno esordisce nella soap opera Sentieri, dove ha dato vita per due anni al doppio ruolo di Sonni Carrera Lewis, che le vale una candidatura al Daytime Emmy Award.
Successivamente, dividendosi tra teatro e televisione, compare in un altro paio di serie televisive nel 1991, Le inchieste di Padre Dowling (Father Dowling Mysteries) e Shannon's Deal. Tra il 1991 e il 1994 appare in nove episodi di Star Trek: The Next Generation, seconda serie live-action del franchise di fantascienza Star Trek, in cui impersona per primo il ruolo di Dara, nell'episodio della quarta stagione, Una vita a metà (Half a Life, 1991). Poi però diviene un personaggio ricorrente della serie impersonando Ro Laren, prima Bajoriana ad apparire nella serie, arruolata nella Flotta Stellare con il grado di guardiamarina prima e di tenente poi, a bordo della USS Enterprise NCC-1701-D, sotto il comando di Jean-Luc Picard (Patrick Stewart). Nell'ultimo episodio in cui appare, Il tenente Ro (Preemptive Strike, settima stagione, 1994), il personaggio tradisce la Flotta per arruolarsi nei ribelli Maquis. Nel 2023 il personaggio ricompare in Star Trek: Picard, settima serie live action del franchise e sequel di The Next Generation, ambientato venti anni dopo gli avvenimenti narrati nel film Star Trek - La nemesi (Star Trek: Nemesis, 2002). Qui, il personaggio di Ro Laren, terminata da tempo la guerra dei Maquis contro Federazione e Impero Cardassiano, scopriamo essere stata reintegrata nella Flotta Stellare, raggiungendo il grado di comandante.
Nel 1993 avviene il suo debutto cinematografico, nel film Kalifornia, al fianco di Brad Pitt e Juliette Lewis. Successivamente recita in film come Gli scorpioni, Il prezzo di Hollywood e Fuga da Los Angeles. Nel 1996 lavora nelle serie televisiva Homicide, dove per 32 episodi interpreta il ruolo della dottoressa Julianna Cox, ruolo ripreso successivamente nel film per la televisione del 2000 tratto dalla serie, Homicide: The Movie, diretto da Jean de Segonzac.
Nel 2000 ha un ruolo di primo piano nel film The Fighter - Il massacro e prende parte a sette episodi di The District. In seguito la sua carriera si concentra quasi prevalentemente su produzioni televisive: nel 2002 è Lynne Kresge in 24, successivamente, nel 2004, è l'ammiraglio Helena Cain nel remake della serie fantascientifica Battlestar Galactica, nel 2005 è Samantha Brinker in Prison Break mentre nel 2008 interpreta il ruolo di Kate nella serie TV In Treatment. Nel 2008 appare fugacemente nella prima stagione di True Blood nei panni della misteriosa Maryann Forrester, ruolo che diviene ricorrente a partire dalla seconda stagione.
Nel 2009 prende parte alla seconda stagione della serie canadese Durham County. Di rilievo il suo ruolo nella serie TV Messiah, prodotta dalla BBC, dove dà vita ad un'intensa interpretazione di Susan Metcalfe, la moglie sordomuta del protagonista. Nel biennio 2011-2012 prende parte come co-protagonista nella serie tv targata AMC The Killing, in cui interpreta la madre di una ragazza assassinata attorno alla quale si svolge l'intera serie.

## Filmografia

### Attrice

#### Cinema
- Kalifornia, regia di Dominic Sena (1993)
- Love Bites, regia di Malcolm Marmorstein (1993)
- Gli scorpioni (The Road Killers), regia di Deran Sarafian (1994)
- Il prezzo di Hollywood (Swimming with Sharks), regia di George Huang (1994)
- The Chose One, regia di Phillip Christon - crotmetraggio (1995)
- Black Day Blue Night, regia di J.S. Cardone (1995)
- Just Looking, regia di Tyler Bensinger (1995)
- Fuga da Los Angeles (Escape from L.A.), regia di John Carpenter (1996)
- Dry Martini, regia di Alejandro Chomski - cortometraggio (1998)
- The Fighter - Il massacro (Bullfighter), regia di Rune Bendixen (2000)
- Fashion Crimes (Perfume), regia di Michael Rymer e Hunter Carson (2001)
- American Girl, regia di Jordan Brady (2002)
- Dandelion, regia di Mark Milgard (2004)
- Al Roach: Private Insectigator, regia di Obie Scott Wade - cortometraggio (2004)
- Diplomacy, regia di Jon Goldman - cortometraggio (2009)
- Highland Park, regia di Andrew Meieran (2010)
- Shelter Adoption PSA, regia di Robert Cabral - cortometraggio direct-to-video (2011)
- An Autopsy of The Killing - cortometraggio direct-to-video (2012)
- Dear Sidewalk, regia di Jake Oelman (2013)
- Hunger Games - Il canto della rivolta - Parte 2 (The Hunger Games: Mockingjay - Part 2), regia di Francis Lawrence (2015)
- Underground Terror: Battling the Lizard Mutts - cortometraggio direct-to-video (2016)
- Pawns No More: Making the Hunger Games: Mockingjay Part 2, regia di Jon Mefford - documentario direct-to-video (2016)
- Welcome to the 76th Hunger Games: On Location in Atlanta, Paris & Berlin - cortometraggio documentario direct-to-video (2016)
- The Hunger Games: Going Rogue (The Cast) - cortometraggio documentario direct-to-video (2016)
- Columbus, regia di Kogonada (2017)
- Gemini, regia di Aaron Katz (2017)
- Say You Will, regia di Nick Naveda (2017)

#### Televisione
- Sentieri (Guiding Light) - serie TV, 37 episodi (1987-1989)
- Le inchieste di Padre Dowling (Father Dowling Mysteries) - serie TV, episodio 3x11 (1991)
- Shannon's Deal - serie TV, episodio 2x06 (1991)
- Star Trek: The Next Generation - serie TV, 9 episodi (1991-1994)
- Seinfeld - serie TV, episodio 6x02 (1994)
- Oltre i limiti (The Outer Limits) - serie TV, episodio 2x01 (1996)
- Delitto in rete (The Prosecutors), regia di Rod Holcomb - film TV (1996)
- Homicide (Homicide: Life on the Street) - serie TV, 31 episodi (1996-1998)
- Brimstone - serie TV, episodio 1x06 (1998)
- Homicide: The Movie, regia di Jean de Segonzac - film TV (2000)
- The District - serie TV, 7 episodi (2000)
- Wondeland - serie TV, 8 episodi (2000)
- Messiah, regia di Diarmuid Lawrence - miniserie TV, episodi 1x01-1x02 (2001)
- La guerra di Johnson County (Johnson County War), regia di David S. Cass Sr. - film TV (2002)
- Fastlane - serie TV, episodio 1x09 (2002)
- Messiah 2: Vengeance Is Mine, regia di David Richards - minierie TV, episodi 1x01-1x02 (2003)
- 24 - serie TV, 18 episodi (2002-2003)
- 24: Access All Areas, regia di Naomi Dennison - documentario TV (2003)
- Messiah: The Promise, regia di David Drury - miniserie TV, episodi 1x01-1x02 (2004)
- Alias - serie TV, episodio 4x16 (2005)
- The Inside - serie TV, episodio 1x06 (2005)
- Global Frequency, regia di Nelson McCormick - film TV (2005)
- Battlestar Galactica - serie TV, episodi 2x10-2x11-2x12 (2005-2006)
- Prison Break - serie TV, 7 episodi (2005-2006)
- Boston Legal - serie TV, episodio 3x10 (2006)
- Verità inaccettabile (Unthinkable), regia di Keoni Waxman - film TV (2007)
- Battlestar Galactica: Razor, regia di Félix Enríquez Alcalá - film TV (2007)
- Waking the Dead - serie TV, 4 episodi (2007-2008)
- Lost - serie TV, episodio 4x12 (2008)
- In Treatment - serie TV, 15 episodi (2008-2009)
- True Blood - serie TV, 15 episodi (2008-2009)
- Durham County - serie TV, 6 episodi (2009)
- Disconnected - La vita in un click (DisCONNECTED), regia di Leslie Libman - film TV (2011)
- The Killing - serie TV, 26 episodi (2011-2012)
- Blue - webserie, episodio 2x02 (2013)
- The Hunters - Cacciatori di leggende (The Hunters), regia di Nisha Ganatra - film TV (2013)
- Chicago Fire - serie TV, 10 episodi (2013)
- Rake - serie TV, episodio 1x06 (2014)
- Orphan Black - serie TV, episodi 2x07-2x09-2x10 (2014)
- The Returned - serie TV, 8 episodi (2015)
- Powers - serie TV, 11 episodi (2015-2016)
- Berlin Station - serie TV, 29 episodi (2016-2019)
- Betty White: First Lady of Television, regia di Steve Boettcher - documentario TV (2018)
- Grey's Anatomy  - serie TV, episodio 15x19 (2019)
- Treadstone - serie TV, 10 episodi (2019)
- Big Sky - serie TV, 6 episodi (2021)
- New Amsterdam - serie TV, 13 episodi (2021-2022)
- Star Trek: Picard - serie TV, episodio 3x05 (2023) - Ro Laren

### Doppiatrice

#### Videogiochi
- Half-Life 2 (2004) - Judith Mossman
- Half-Life 2: Episode One (2006) - Judith Mossman
- Half-Life 2: Episode Two (2007) - Judith Mossman
- The Chronicles of Riddick: Assault on Dark Athena (2009)
- DC Universe Online (2011) - Circe
- Wolfenstein II: The New Colossus (2017)

## Trasmissioni televisive
- Pure 24 - talk show (2003)
- 9th Annual Screen Actors Guild Awards - speciale TV (2003)
- The Hour - talk show (2010)
- 2011 Hero Dog Awards - speciale TV (2011)
- 2012 Hero Dog Awards - speciale TV (2012)

## Radio
- Truest Blood - podcast (2022)

## Doppiatrici italiane
Nelle versioni in italiano delle sue opere, Michelle Forbes è stata doppiata da:
- Roberta Pellini in Alias, In Treatment, Hunger Games - Il canto della rivolta - Parte 2, Powers, Grey's Anatomy
- Laura Boccanera in Battlestar Galactica, 24, Lost, The Killing, Treadstone
- Eleonora De Angelis in Homicide, Star Trek: Picard
- Vittoria Febbi in Star Trek: The Next Generation (ep. 4x22)
- Paola Mannoni in Star Trek: The Next Generation
- Gabriella Borri in Kalifornia
- Cinzia De Carolis in Fuga da Los Angeles
- Deborah Ciccorelli in True Blood
- Claudia Razzi in Prison Break
- Alessandra Korompay in The Returned
- Maddalena Vadacca in Berlin Station
- Laura Romano in Big Sky

Da doppiatrice è stata doppiata da
- Anna Lana in Wolfenstein II: The New Colossus [1]